# 광명성 1호
광명성 1호(光明星 1號)는 1998년 8월 31일에 발사된 조선민주주의인민공화국 최초의 인공위성이지만 실패했다. 그러나 서방 국가에서는 조선민주주의인민공화국의 탄도 미사일인 대포동 1호의 시험 발사로 보고 있다. 발사장소가 함경북도 화대군 무수단리인데, 옛 지명이 대포동이다. 대포동에서 첫 번째로 발사하는 미사일이라는 뜻이다. 조선민주주의인민공화국의 김정일 국방위원장은 통상적인 로켓발사는 조선민주주의인민공화국에게 "아주 비경제적"이라고 말했으며, 1998년 이전에 마지막으로 탄도미사일 시험발사를 실시한 것은 1993년이다.

## 궤도와 기능
조선민주주의인민공화국은 1998년 8월 31일 발사된 ‘광명성 1호’가 지구로부터 최단 218.82 km, 최장 6,978.2 km의 타원궤도를 165분 6초 주기로 돌고 있으며, ‘김일성 장군의 노래’ 등을 모스 부호 27 MHz로 전송하고 있다고 주장했다. 또 조선민주주의인민공화국 언론매체들은 광명성 1호가 9월 13일 100번째 지구를 돌았으며 10월 3일 새벽 수많은 사람들이 평양 상공을 지나가는 광명성 1호를 목격했다고 보도하기도 했다. 그러나 국제 사회는 인정하지 않는다.

## 논란
조선민주주의인민공화국은 성공했다고 주장했지만 국제 사회는 인정하지 않는다. 미국의 조사에 의하면 이것은 3단계 추진체가 점화에 실패했고, 위성을 제대로 궤도에 올리지 못해 추락한 것으로 보인다.
광명성 1호의 발사후에 발사 데이터가 공개되었다. 1단 로켓은 95초간 연소했고, 동해바다 동경 40도 51분 북위 139도 40분 지점에 떨어졌다. 2단계 로켓은 144초간 연소했고, 태평양인 동경 40도 13분 북위 149도 07분 지점에 떨어졌다. 3단 로켓은 27초 이상 연소했다. 조선민주주의인민공화국 언론에 따르면, 발사 5분 후에 위성이 궤도에 올랐다고 한다.
한편 궤도진입이 성공했다 하더라도 짧은 근지점 거리로 인해 얼마 되지 않아 추락했을 것으로 추정된다.
하버드 대학교 우주물리학센터도 1998년 발사된 82개의 인공위성 가운데 실패한 6개 중 하나로 조선민주주의인민공화국의 '광명성'을 꼽았다.
임동원 당시 청와대 외교안보수석은 회고록 <피스메이커>에서 “위성이 소형(20~30kg)인데다 미국이 미사일로 예단하고 추진체 항적을 제대로 추적하지 못한 탓에 위성로켓의 추적에는 실패한 듯하다”고 밝혔다.

## 스푸트니크 1호와의 비교

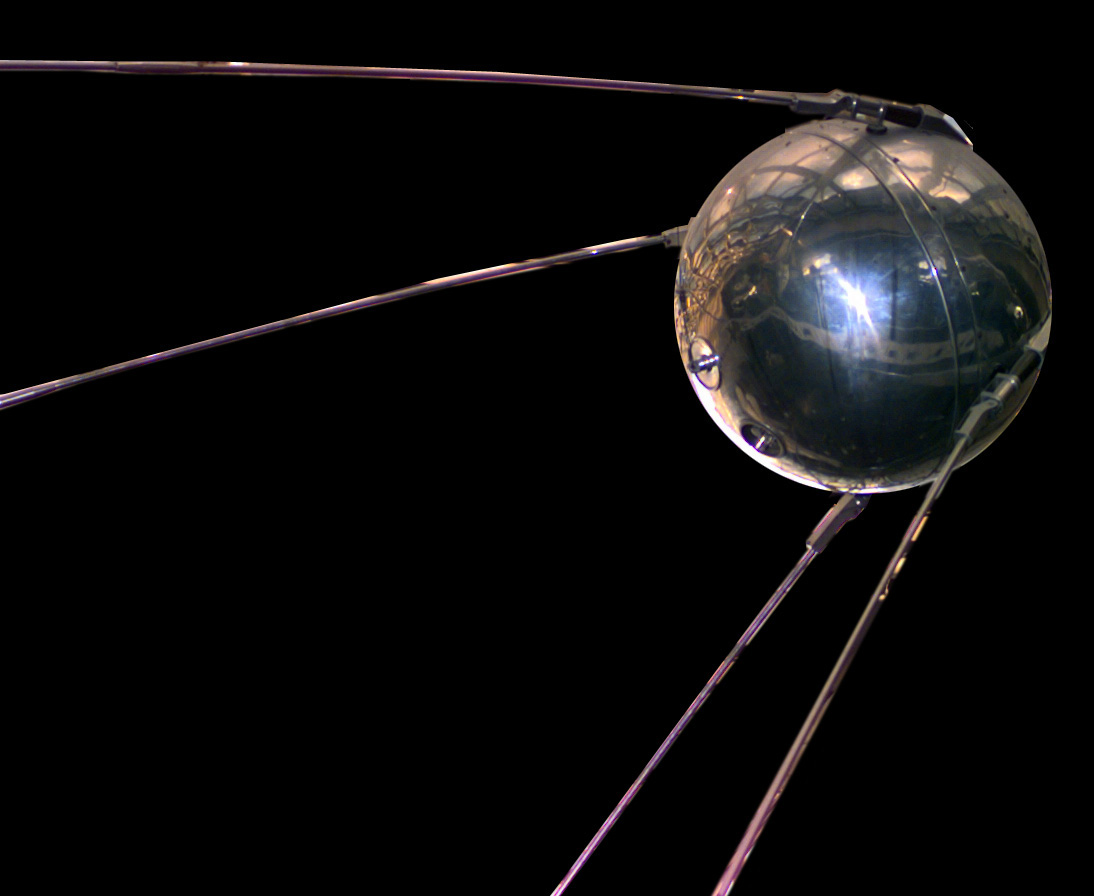
스푸트니크 1호

세계 최초의 인공위성인 러시아의 스푸트니크 1호는 직경 58cm의 알루미늄제 구체의 외형에, 4개의 안테나가 한 방향으로 붙어 있었다. 중량은 83.6kg이다. 20MHz와 40MHz 짜리 2개의 송신기(출력 1W)를 탑재하고 있어, 위성의 온도 정보를 0.3초마다 발신했으며, 전 세계 아마추어 무선사들이 이 신호를 수신했다. 3개월간 지구궤도를 비행하였다.
반면에, 광명성 1호는 중량 30kg 이하이며, 27MHz의 단파대에서, 모스 부호를 송신했다고 하는데, 전 세계의 아마추어 무선사들이 이 신호를 수신했다는 보고가 없었다. 위성 수명은 정확히 얼마인지는 확인되지 않았지만, 조선민주주의인민공화국 언론의 9월 13일 보도가 사실이라면 10여일 이상 비행한 것으로 보인다.

## 이란의 인공위성 발사
이란은 2009년 2월 2일 오미드 인공위성을 최초로 자력발사하는 데 성공하였다. 조선민주주의인민공화국 기술로 알려져 있다.
이란은 조선민주주의인민공화국이 1993년 노동 1호, 1998년 대포동 1호(광명성 1호)를 발사했을 때 직접 참관했다. 또한, 산케이 신문은 부시 행정부의 관계자와 군사 소식통을 인용, 이란 혁명수비대의 미사일 개발 부문 간부급 기술자 10명이 중국 베이징을 거쳐 대포동 2호 시험 발사를 준비하고 있는 조선민주주의인민공화국을 방문중이라고 전했다.
조선민주주의인민공화국은 1987년에서 1988년에 월 8에서 10기의 생산 체제를 갖춘 스커드 미사일 100기를 이란에 판매했다.
조선민주주의인민공화국의 로동 1호 미사일은 이란의 샤하브-3의 원형이며 샤하브-4는 대포동 1호 미사일의 기술에 기초한 것으로 판단하고 있다.

## 파키스탄과의 거래
조선민주주의인민공화국은 미사일 기술을 파키스탄에 주고, 파키스탄의 핵무기 기술을 받아온 것으로 보인다는 보도가 있었다. 파키스탄은 이슬람교 국가의 유일한 핵보유국이다.

## 중국의 부품
우주로켓 또는 대형 탄도 미사일의 제작에는 수많은 첨단 부품이 필요하다. 조선민주주의인민공화국은 각종 부품을 중국에 있는 회사들을 통해 수입하는 것으로 알려져 있다.

## 대한민국의 자체 인공위성 발사
조선민주주의인민공화국의 인공위성 발사 주장이 사실이라면, 1998년 조선민주주의인민공화국의 광명성 1호에 해당하는 남한의 인공위성은, 2009년 8월 KSLV-I 우주로켓을 통해 발사할 예정인 과학기술위성 2호이다. 원래 2005년에 발사하려고 하였으나, 당초 예정보다 4년이 지연되었다.

## 사거리
| 구분       | 대포동 1호               | 대포동 2호               |
| ---------- | ------------------------ | ------------------------ |
| 단수       | 2단                      | 3단                      |
| 1단        | 액체연료 노동 1호        | 액체연료                 |
| 2단        | 액체연료 스커드-C        | 액체연료                 |
| 3단        | -                        | 고체연료                 |
| 1단 직경   | -                        | 2.2 m                    |
| 1단 길이   | -                        | 17 m                     |
| 2단 직경   | -                        | 1.5 m                    |
| 2단 길이   | -                        | 14 m                     |
| 총길이     | 27 m                     | 32 m                     |
| 총중량     | 21톤                     | 60톤                     |
| 사거리     | 2,200 km                 | 6,000 km                 |
| 탄두 중량  | 1톤                      | 1톤                      |
| 시험발사일 | 1998년 8월 31일          | 2006년 7월 5일           |
| 시험발사   | 실패로 추정              | 실패로 추정              |
| 발사장소   | 함경북도 화대군 무수단리 | 함경북도 화대군 무수단리 |

- 대포동 1호(광명성 1호)의 경우, 서방에서는 최종 3단계에서 실패한 것으로 본다. 조선민주주의인민공화국은 성공했다고 주장한다.
- 대포동 2호는 미국의 독립기념일인 7월 4일에 발사되었다. 조선민주주의인민공화국 시각으로 7월 5일 새벽에 발사되었다. 최초 보도로는 발사하자 마자 42초만에 폭파되어 실패했다고 알려졌지만, 이는 오보이며 실제로는 7분 이상 비행하며 499km 지점에 떨어졌다고 한다.[6]
- 서방에서는 조선민주주의인민공화국이 250kg의 소형 핵탄두를 개발하는 데는 수십 년이 걸릴 것이라고 보며, 현재는 1톤의 핵탄두만 개발했을 것이라고 보고 있다.[7]
- 대륙간 탄도미사일은 최소 시속 8000km, 인공위성 발사용 로켓은 시속 29,000km의 속도를 갖는다.

## 같이 보기
- 대포동 1호
- 대포동 2호
- 광명성 2호
- 광명성 3호
- 광명성 4호
- 조선민주주의인민공화국의 대량살상무기
- 핵무기
- 탄도 미사일
- 우리네 위성이 하늘에 떴소